# Vlag van Zonhoven
De vlag van Zonhoven werd op 3 juni 2022 bij ministerieel besluit vastgesteld als de gemeentelijke vlag van de Belgisch Limburgse gemeente Zonhoven.
De vlag is gelijk aan het gemeentewapen, maar dan heeft het de afmetingen van een doorgaanse vlag. De vlag heeft een blauwe achtergrond met daarop een zon met een gezicht. De zon op de vlag verwijst echter niet naar de zon, maar naar son dat afkomstig is van Sonuwe, de oude naam van de Zonderikbeek die door de gemeente Zonhoven stroomt.
Officieel wordt de vlag beschreven als:
Blauw met een gele zon vervat in haar corona

## Geschiedenis
De oorspronkelijke vlag werd door de gemeenteraad op 25 april 1980 officieel vastgesteld. Op 16 april 1981 werd hij door het koninklijk besluit bevestigd en uiteindelijk gepubliceerd op 12 mei 1981 en opnieuw op 4 januari 1995 in het officiële Belgisch Staatsblad.
De oorspronkelijke vlag van Zonhoven tonen echter een ander ontwerp voor de zon. Deze komt niet overeen met het zon uit het gemeentewapen.
Officieel wordt de vlag beschreven als:
Blauw met een gele stralende zon
In 2021 bleek dat de gebruikte vlaggen allemaal een zon gebruiken die niet overeen komt met de zon die op het wapendiploma uit 1838 afgebeeld staat. De burgemeester en de voorzitter van Toerisme Zonhoven besloten een verzoek in te dienen om op het wapen en de gemeentelijke vlag de zon uit 1838 afgebeeld te krijgen. Het duurde tot 3 juni 2022 voordat de gemeentelijke vlag officieel werd aangepast met de juiste zon uit het gemeentewapen.

? Oorspronkelijke vlag (1980-2022)
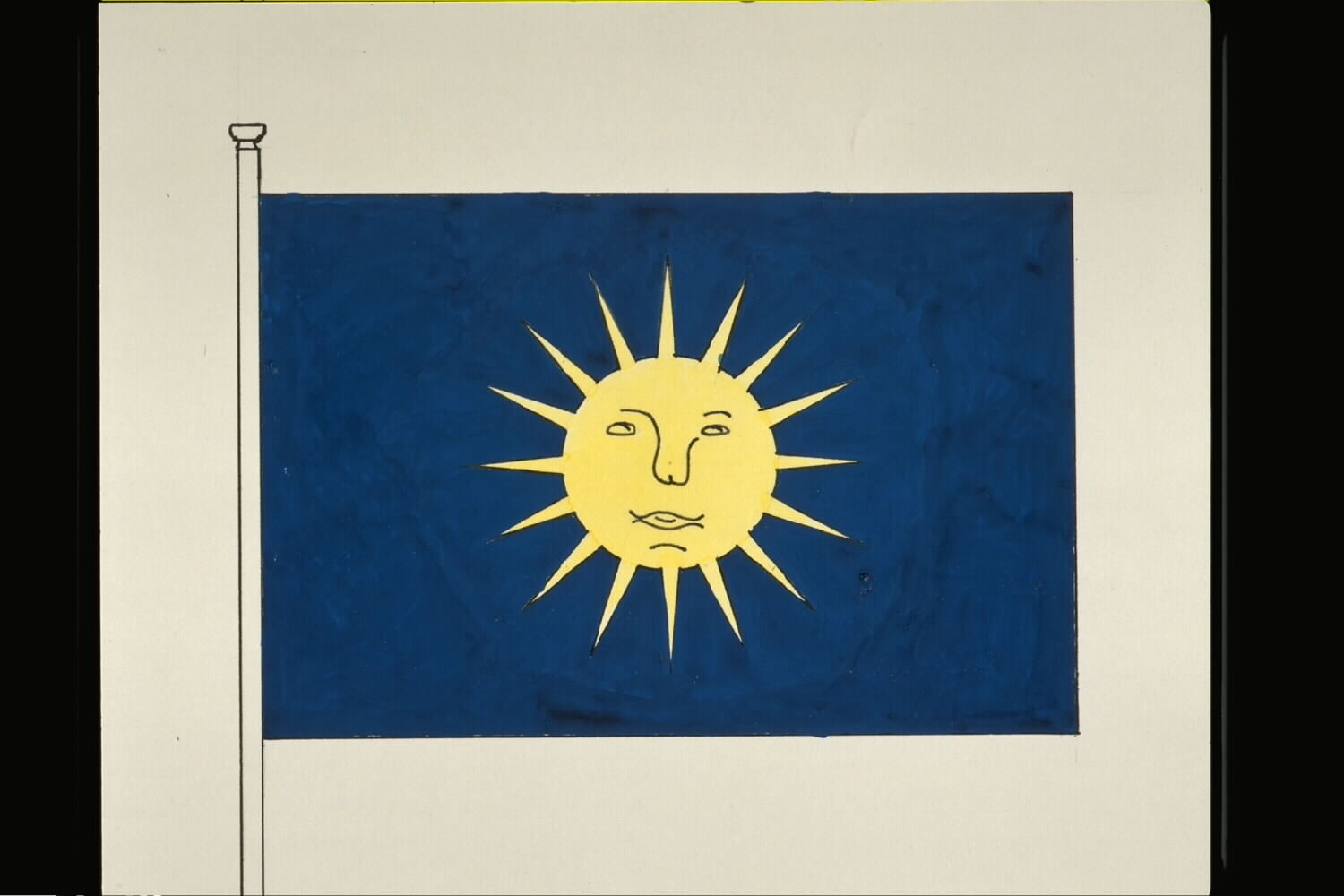
Officiële tekening van de oorspronkelijke vlag